# Gbodja
 (décembre 2021).
Si vous disposez d'ouvrages ou d'articles de référence ou si vous connaissez des sites web de qualité traitant du thème abordé ici, merci de compléter l'article en donnant les références utiles à sa vérifiabilité et en les liant à la section « Notes et références ».
 (décembre 2021).
Gbodja est un prénom masculin de l’ethnie Fon au Bénin.
Ce prénom fon est donné aux faux jumeaux (jumeaux de sexe différent). Le garçon est appelé Gbodja et la fille est appelé Tété.
Les noms des Jumeaux sont  souvent très  associés à des histoires, à des divinités ou à des  circonstances de naissances. Cependant, certains noms sont fixes comme Tété, Gbodja, Zinsou, Sagbé, Dolou, Yaya. L’ethnie fon est très stricte sur cette manière de faire tout en conservant la tradition telle que reçue.